# Division Nationale 2013-2014
La Division Nationale 2013-2014, nota anche come BGL Ligue 2013-2014 per motivi di sponsorizzazione, è stata la centesima edizione della massima serie del campionato lussemburghese di calcio. È iniziata il 3 agosto 2013 e si è conclusa il 18 maggio 2014. Il F91 Dudelange ha vinto il campionato per l'undicesima volta nella sua storia. Capocannoniere del torneo è stato Sanel Ibrahimović, calciatore della Jeunesse Esch, con 22 reti.

## Stagione

### Novità
Dalla Division Nationale 2012-2013 erano stati retrocessi il Pétange e l'Union 05 Kayl-Tétange, mentre dalla Éirepromotioun 2012-2013 erano stati promossi lo Swift Hesperange e il Rumelange.

### Formula
Le quattordici squadre partecipanti si sono affrontate in un girone all'italiana con partite di andata e ritorno per un totale di 26 giornate. Al termine del campionato la prima classificata era designata campione del Lussemburgo e ammessa al secondo turno preliminare della UEFA Champions League 2014-2015. Le squadre seconda e terza classificate venivano ammesse al primo turno preliminare della UEFA Europa League 2014-2015, assieme alla vincitrice della coppa nazionale. Le ultime due classificate venivano retrocesse direttamente in Éirepromotioun, mentre la dodicesima classificata affrontava la terza classificata in Éirepromotioun in un play-off promozione/retrocessione.

## Squadre partecipanti
| Club               | Città            | Stadio                 | Stagione precedente                |
| ------------------ | ---------------- | ---------------------- | ---------------------------------- |
| Differdange 03     | Differdange      | Stade du Thillenberg   | 4º posto nella Division Nationale  |
| Etzella Ettelbruck | Ettelbruck       | Stade Am Deich         | 11º posto nella Division Nationale |
| F91 Dudelange      | Dudelange        | Stade Jos Nosbaum      | 2º posto nella Division Nationale  |
| Fola Esch          | Esch-sur-Alzette | Stadio Émile Mayrisch  | Campione del Lussemburgo           |
| Grevenmacher       | Grevenmacher     | Op Flohr Stadion       | 6º posto nella Division Nationale  |
| Jeunesse Canach    | Canach           | Stade Rue de Lenningen | 7º posto nella Division Nationale  |
| Jeunesse Esch      | Esch-sur-Alzette | Stade de la Frontière  | 3º posto nella Division Nationale  |
| Käerjeng 97        | Bascharage       | Stade um Bëchel        | 9º posto nella Division Nationale  |
| Progrès Niedercorn | Niederkorn       | Stadio Jos Haupert     | 12º posto nella Division Nationale |
| RU Luxembourg      | Lussemburgo      | Stade Achille Hammerel | 8º posto nella Division Nationale  |
| R.M. Hamm Benfica  | Lussemburgo      | Luxembourg-Cents       | 5º posto nella Division Nationale  |
| Rumelange          | Rumelange        | Stadio municipale      | 2º posto in Éirepromotioun         |
| Swift Hesperange   | Hesperange       | Stadio Alphonse Theis  | 1º posto in Éirepromotioun         |
| Wiltz 71           | Wiltz            | Stade Géitz            | 10º posto nella Division Nationale |

## Classifica finale
|  | Pos. | Squadra            | Pt | G  | V  | N  | P  | GF | GS | DR  |
|  | ---- | ------------------ | -- | -- | -- | -- | -- | -- | -- | --- |
|  | 1.   | F91 Dudelange      | 61 | 26 | 19 | 4  | 3  | 64 | 21 | +43 |
|  | 2.   | Fola Esch          | 59 | 26 | 18 | 5  | 3  | 53 | 19 | +34 |
|  | 3.   | Differdange 03     | 51 | 26 | 17 | 0  | 9  | 53 | 23 | +30 |
|  | 4.   | Jeunesse Esch      | 43 | 26 | 11 | 10 | 5  | 47 | 35 | +12 |
|  | 5.   | Progrès Niedercorn | 42 | 26 | 11 | 9  | 6  | 33 | 26 | +7  |
|  | 6.   | Etzella Ettelbruck | 32 | 26 | 9  | 5  | 12 | 44 | 46 | -2  |
|  | 7.   | Käerjeng 97        | 32 | 26 | 9  | 5  | 12 | 32 | 35 | -3  |
|  | 8.   | Grevenmacher       | 32 | 26 | 8  | 8  | 10 | 27 | 34 | -7  |
|  | 9.   | Wiltz 71           | 31 | 26 | 9  | 4  | 13 | 40 | 53 | -13 |
|  | 10.  | Jeunesse Canach    | 30 | 26 | 8  | 6  | 12 | 27 | 42 | -15 |
|  | 11.  | Rumelange          | 28 | 26 | 6  | 10 | 10 | 25 | 36 | -11 |
|  | 12.  | R.M. Hamm Benfica  | 24 | 26 | 6  | 6  | 14 | 32 | 46 | -14 |
|  | 13.  | Swift Hesperange   | 20 | 26 | 4  | 8  | 14 | 22 | 51 | -29 |
|  | 14.  | RU Luxembourg      | 18 | 26 | 4  | 6  | 16 | 22 | 54 | -32 |

Legenda:
      Campione del Lussemburgo e ammessa alla UEFA Champions League 2014-2015.
      Ammessa alla UEFA Europa League 2014-2015.
 Ammessa ai play-off promozione/retrocessione.
      Retrocessa in Éirepromotioun 2014-2015.
Note:
Tre punti a vittoria, uno a pareggio, zero a sconfitta.

## Risultati
|                    | Dif  | Etz  | Dud  | Fol  | Gre  | JeC  | JeE  | Käe  | PrN  | RFC  | RMH  | Rum  | Swi  | Wil  |
| ------------------ | ---- | ---- | ---- | ---- | ---- | ---- | ---- | ---- | ---- | ---- | ---- | ---- | ---- | ---- |
| Differdange 03     | –––– | 3-0  | 0-1  | 1-2  | 1-0  | 2-0  | 4-0  | 3-0  | 1-2  | 3-0  | 3-0  | 1-0  | 5-0  | 2-1  |
| Etzella Ettelbruck | 1-3  | –––– | 1-4  | 2-3  | 1-2  | 5-0  | 1-0  | 0-3  | 1-1  | 1-4  | 2-2  | 3-0  | 2-0  | 8-3  |
| F91 Dudelange      | 2-1  | 2-0  | –––– | 3-0  | 2-0  | 1-2  | 1-1  | 1-1  | 0-2  | 5-0  | 5-0  | 3-0  | 3-1  | 2-1  |
| Fola Esch          | 3-0  | 3-0  | 1-2  | –––– | 2-1  | 1-1  | 4-1  | 2-0  | 4-0  | 1-0  | 3-0  | 1-1  | 2-0  | 2-0  |
| Grevenmacher       | 2-0  | 0-0  | 1-2  | 0-1  | –––– | 0-2  | 1-4  | 0-2  | 0-0  | 1-1  | 1-0  | 2-2  | 1-0  | 0-2  |
| Jeunesse Canach    | 0-1  | 1-3  | 4-3  | 0-2  | 0-2  | –––– | 2-2  | 0-1  | 2-0  | 2-1  | 1-3  | 3-1  | 2-0  | 1-0  |
| Jeunesse Esch      | 2-0  | 2-2  | 2-2  | 1-1  | 0-0  | 3-0  | –––– | 2-1  | 2-0  | 6-3  | 1-2  | 1-0  | 3-1  | 3-1  |
| Käerjeng 97        | 1-2  | 3-1  | 0-2  | 0-4  | 1-1  | 1-1  | 0-0  | –––– | 0-2  | 6-0  | 1-2  | 0-0  | 0-4  | 2-0  |
| Progrès Niedercorn | 2-4  | 0-0  | 0-3  | 1-2  | 4-0  | 3-0  | 1-0  | 1-0  | –––– | 1-1  | 1-1  | 4-0  | 1-1  | 1-1  |
| RFCU Luxembourg    | 0-2  | 1-5  | 0-0  | 0-0  | 1-4  | 2-1  | 1-2  | 1-3  | 0-1  | –––– | 2-1  | 0-0  | 0-0  | 1-3  |
| RM Hamm Benfica    | 0-2  | 3-0  | 2-3  | 1-3  | 1-1  | 0-1  | 4-4  | 2-0  | 0-1  | 2-0  | –––– | 0-1  | 1-1  | 1-1  |
| Rumelange          | 1-0  | 1-2  | 0-2  | 1-0  | 2-3  | 1-1  | 1-1  | 0-1  | 1-1  | 0-2  | 4-2  | –––– | 2-0  | 1-0  |
| Swift Hesperange   | 0-7  | 1-0  | 0-3  | 0-3  | 3-3  | 2-2  | 1-1  | 0-3  | 2-2  | 2-0  | 2-0  | 1-1  | –––– | 0-2  |
| Wiltz 71           | 4-2  | 1-3  | 1-7  | 3-3  | 0-1  | 2-0  | 1-4  | 3-2  | 0-1  | 2-1  | 2-1  | 4-4  | 2-0  | –––– |

## Spareggio promozione-retrocessione
La dodicesima classificata in Division Nationale, l'R.M. Hamm Benfica, ha affrontato la terza classificata in Éirepromotioun, il Mondorf, per un posto nella Division Nationale 2014-2015.
|                   | Risultati             |         | Luogo e data               |
| ----------------- | --------------------- | ------- | -------------------------- |
| R.M. Hamm Benfica | 0 - 0 (dts) (4-5 dtr) | Mondorf | Hesperange, 24 maggio 2014 |
|                   |                       |         |                            |

## Statistiche

### Classifica marcatori
| Gol |  |  | Giocatore         | Squadra        |
| --- |  |  | ----------------- | -------------- |
| 22  |  |  | Sanel Ibrahimović | Jeunesse Esch  |
| 21  |  |  | Julien Jahier     | F91 Dudelange  |
| 15  |  |  | Edis Osmanović    | Wiltz 71       |
| 13  |  |  | Omar Er Rafik     | Differdange 03 |
| 12  |  |  | Stefano Bensi     | Fola Esch      |
| 12  |  |  | Samir Hadji       | Fola Esch      |
| 12  |  |  | Julien Hornuss    | Fola Esch      |